# Galaktocerebrozid
Galaktocerebrozid (galaktozilceramid) je tip cerebrozida koji se sastoji od ceramida sa galaktoznim ostatkom na 1-hidroksilnoj grupi. 
Galaktozu uklanjaju enzimi galaktozilceramidaze.
Galaktocerebrozid je marker oligodendrocita u mozgu, nezavisno od toga da li oni formiraju mijelin.

## Dodatne slike
- Sfingolipid
- Glukoza

## Spojašnje veze
- Galactocerebrosides на 